# Илия Чкорев
Илия Чкорев е български революционер, прилепски войвода на Вътрешната македоно-одринска революционна организация.

## Биография
Илия Чкорев е роден през 1880 година в град Прилеп, тогава в Османската империя. В 1898 година завършва с тринадесетия випуск Солунската българска мъжка гимназия. Между 1900 и 1901 година учителства в Кавадарци и ръководи Тиквешкия околийски революционен комитет. През 1903 година минава в нелегалност и става четник при Никола Русински, а по време на Илинденско-Преображенското въстание ръководи собствена чета в Прилепско.